# Margus Kangur
Margus Kangur (ur. 16 listopada 1962 w Tallinnie) – estoński skoczek narciarski, kombinator norweski i biznesmen.

## Edukacja
W 1989 ukończył Talliński Instytut Politechniczny na kierunku inżynier budownictwa.

## Kariera sportowa
Zaczął trenować w 1970. Jego szkoleniowcami byli René Meimer, Uno Kajak i Silver Eljand.
Wielokrotny medalista mistrzostw Estonii w skokach narciarskich i kombinacji norweskiej. W 1980 został indywidualnym i drużynowym mistrzem kraju w skokach, w 1981 został drużynowym mistrzem Estonii w skokach i kombinacji oraz zdobył brązowy medal indywidualnych mistrzostw kraju w skokach. W 1982 został indywidualnym wicemistrzem Estonii w skokach, a w 1983 został indywidualnym mistrzem w skokach i wicemistrzem w kombinacji. W 1984 zdobył indywidualnie srebrny medal mistrzostw kraju w kombinacji i brązowy w skokach, a w 1985 został indywidualnym i drużynowym mistrzem Estonii w skokach. W latach 1980, 1981 i 1983–1985 zostawał indywidualnym letnim mistrzem kraju w skokach. Jego rekord w długości skoku wynosi 124 m i został uzyskany w Krasnojarsku. Reprezentował kluby Tallinna Kalev i Tallinna Dünamo.

## Dalsze losy
W latach 1999–2014 był członkiem zarządu Estońskiego Związku Narciarskiego. Był też przewodniczącym Pärnu Tenniseklubi. Od 2006 roku jest prezesem firmy OÜ Catwees, w której posiadał w tymże roku 35,7% udziałów.

## Życie osobiste
Ma syna Martina.